# 庫克島 (火地群島)
54°57′S 70°21′W / 54.950°S 70.350°W
庫克島（西班牙語：Isla London），是智利的島嶼，處於戈登島以西、奧布萊恩島以南和倫敦德里島以東，屬於火地群島的一部分，島上的富埃古伊諾火山海拔高度150米。